# Фьодор Бронников
Фьодор Андреевич Бронников е руски художник, професор по историческа живопис, передвижник.

## Детство и младост
Фьодор Бронников е роден на 17 (29) септември 1827 година в град Шадринск, тогава Пермска губерния. Израства в занаятчийска среда и завършва областното училище в родния си град. Баща му е иконописец и първите си уроци по рисуване и живопис малкият Фьодор получава от него. Той рисува портрети, икони и се занимава с ксилография. От този период е известен портретът, който 15-годишният младеж прави на Евдокия Кузнецова, и който днес се намира в Шадринския краеведчески музей.
След смъртта на баща си, само 17-годишен, Бронников заминава за Санкт Петербург, с идеята да учи в художествената академия. Тъй като не е приет, работи в продължение на 5 години като помощник в ателието на известния ксилограф Евстатий Бернардски. Работата с гравиране изработва у младия художник усет към рисунката и тренира ръката и очите му. Израстването му в професионално направление е толкова бързо, че често става съавтор на гравюрите на учителя си. През 1845 година, със съдействието на скулптора Пьотър Клодт, талантливият младеж постъпва в Императорската художествена академия в Санкт Петербург. Там учи под ръководството на Алексей Марков, който, виждайки тежкото му материално положение, започва да му помага с пари, а по-късно му издейства от Академичния съвет месечна стипендия в размер на 10 рубли. През 1949 година художникът получава медал за ескиза „Ходене по вода“ и преминава в следващия клас. През 1851 година получава два сребърни медала – малък за портрет от натура и голям за картината „Завръщането на Улис у дома“. През следващата година получава златен медал за „Проповедта на св. Йоан Предтеча в пустинята“. При завършването си през 1853 година е награден с голям златен медал за иконата „Божья матерь всех скорбящих радость“ и получава лична похвала от Николай I. Получава и званието „класен художник първа степен“, което му дава право на задгранична специализация за сметка на Академията.

## Италия
През 1854 година заминава в чужбина и минавайки през Германия, Франция и Швейцария, се установява в Рим. По това време там живеят руските художници Алексей Боголюбов, Алексей Чернишев и Лев Лагорио, с които се сприятелява. Рим покорява младия художник, той ревностно рисува от натура и много от картините му носят исторически и даже археологически отпечатък. Такива са например „Римски бани“ (1858), „Религиозна процесия в Италия“ (1859) и много други. В края на специализацията художникът е длъжен да изпрати в Академията картина на историческа тема. Представя платното „Гладиатор-славянин, умиращ на цирковата арена“ (1857), но тя не е одобрена от съвета, срокът на издръжката му е прекратен и му се налага да търси поръчки за да се издържа като професионален художник.
По здравословни причини, от 27-годишната си възраст, Бронников остава да живее в Италия, организира ателието си на улица „Виа Виктория“ и прекарва там целия си живот. Известно е само едно негово по-продължително посещение в Русия – за периода 1863 – 1865 година. Няколко пъти пътува за кратко до Петербург и в Шадринск, поддържа кореспонденция с руски художници, някои от които пристигат в Италия и организира изложби с техни творби в студиото си. Независимо от факта, че живее в продължение на много години в Италия, художникът поддържа непрекъсната връзка с Родината си и изпраща там голямо количество от новите си картини.
Работи много и рисува портрети на богати граждани, италиански пейзажи, градски улици, жанрови сцени и картини на тема Древен Рим и Средновековие. Постепенно той се превръща в известен художник със завидно положение и богатство. Жени се за италианката Мария Кармела, родена Бедини. В началото Бронников излага картините си на академичните изложби в Русия. През 1876 година става член на групата на Передвижниците и започва да излага произведенията си на техните изложби. Протоколът за приемането му е подписан от едни от най-известните руски художници – Иван Крамской, Григорий Мясоедов, Василий Перов, Иван Шишкин, Михаил Константинович Клодт, Алексей Саврасов и други. Получава покана от групата да участва в създаването на стенописите на църквите в руските посолства в Париж и Копенхаген.
Фьодор Бронников е награден с ордена „Света Анна“ III степен. Освен това става командир на един от италианските ордени. В Императорската художествена академия получава всички възможни чинове и звания. Удостоен е не само със званията „академик“ и „професор“, а е избран и за почетен член на Академията.

## Творчество
През 1863 година съветът на Императорската академия присъжда на Бронников званието „професор по историческа живопис“ за картината „Квестор чете смъртната присъда на Тразеа Пет“ по сюжет на Тацит. През същата година получава и званието „академик“ за произведението си „Хораций чете свои сатири на Меценат“ (1863), изпратена от Рим. Картината „Последователи на мойсеевите закони пред съда на Тримата във Венеция“ (1866) е забелязана от един от най-уважаваните художествени критици – Владимир Стасов. Много от творбите му от този период заслужават особено внимание, като например „Алкивиад и Аспазия пред архонтите“ (1868). През 1869 година рисува платното „Химн на питагорейците към изгряващото слънце“, която привлича с поетичността и изразителната си композиция. Тя получава висока оценка от критиката и е закупена от Павел Третяков. През 1870 година Академията присъжда на художника поредния златен медал за картината „Бедно семейство, прогонено от дома си“. По-късно създава „Християни преди смъртта си, след така наречената „Любовна вечер“ (1878), „Последната вечеря на мъчениците“ (1878) и много други.
Бронников е много добър и в предаването на мрачни настроения. Като образец може да послужи картината „Campo scellerato (Проклето поле) – роби, разпънати на кръстове в Древния Рим“, рисувана през 1878 година и намираща се днес в Третяковската галерия. Художникът изключително добре е запознат с историята на Древния Рим и това му помага да предава в произведенията си, правдиво и убедително, трагични исторически събития. Картината се приема като върха, достигнат от художника в академичната историческа живопис. Платното се отличава с прекрасно владеене на композицията, чудесен колорит и рисунък. Впечатлява органичното единство, с които са предадени единичните кръстове с разпънатите нещастници, изобразени на фона на зловещи, тежки облаци, запълнили небето.
Художникът се обръща и към битовите сюжети от живота на съвременна Италия, които доста се приближават към творбите на передвижниците. Такива са „При часовника“ (1858), „Карнавал в Рим“ (1860), „Старец бедняк“ (1869), „Раздаване храна на бедните пред манастирската врата“ (1873), „Златна сватба“ и други. Създава платната „Император Август, играещ с децата си“, „Именница“, „Мъченик на арената в амфитеатъра“, „Бедният страж“, „Улица в Субиано“ и други. Рисува и няколко картини на тема руска история – „Кръщаване на великия княз Владимир“, „Посрещане на гръцката царевна София Палеолог“ и други.
На Петата изложба на передвижниците през 1876 година Бронников представя картината си „Художник в приемната на богаташ“, която е посрещната с възторг от Стасов и много от художниците. Комизмът на ситуацията в нея е много точно предаден и съдържа истинска, жизнена правда. Платното отново е закупено от Третяков и много пъти след това участва в изложби. Голям интерес предизвиква и картината „Художник самоубиец“, която отразява нелеката съдба на художника и е силно наситена с драматизъм. През 1870 година Бронников създава последните си картини, посветени на антична тема. На платното „Освещаване на херма“ той изобразява поставянето на мраморна херма с главата на Хермес на границата на земеделски участък. Жертвоприношението е извършено тържествено от жрец, в присъствието на богато патрицианско семейство. Образите на хората, както и великолепния окръжаващ пейзаж, са предадени убедително и изразително. От тази картина изразява възхищението си даже главата на передвижниците Иван Крамской.
Художникът е автор и на превъзходни портрети, които се отличават с остра психологическа характеристика и забележително живописно майсторство и много от тях се намират в различни руски музеи. Сред тях са няколко портрета на баща му от 1871 година, портрет на майка му, на художниците Константин Флавицки (1873), Александър Иванов, Алексей Боголюбов, „Портрет на дама с книга“ (1888), „Евреин с монета“ (1890). В края на 1890-те години художникът рисува поредица от малки жанрови картини и миниатюри с глави на италианци. Съхранени са и няколко негови автопортрета – ранният романтичен от 1859 година и по-късният „передвижнически“ от 1873. Последния си автопортрет създава през 1889, когато вече е близо до старостта.
Почти всички картини на Бронников са посветени на живота в Древния Рим и на Италия. Произведенията му се отличават с впечатляващ колорит в меки цветове, нежни тонове и силно експресивни фигури и лица. Част от творбите му се намират в Русия – в Третяковската галерия, Руския музей в Санкт Петербург, в музеите на Саратов, Шадринск, Перм, Курган, Екатеринбург, Иркутск, Минск, Одеса, Ярославъл, Тюмен и други градове. Повечето обаче са в частни колекции в Англия, САЩ, Унгария, Италия и Дания. От последните му произведения най-известни са „Изоставена“ – картина, собственост на датската кралица и „Бродяги на площад Пополо в Рим“, намираща се в частна колекция в Лондон.

## Кончина
Фьодор Бронников умира на 1 септември 1902 година в село Антиколи Корадо, провинция Рим, и е погребан в некатолическото християнско гробище Тестачо в града. Произведенията му – картини, ескизи, дори снимки от личния архив, които се намират в ателието му в Рим, общо 323 единици, са завещани на родния му град. Те служат като основа за създаването на картинна галерия, която днес влиза в състава на Шадринския краеведчески музей. На Шадринск художникът завещава около 40 000 рубли, изплатени след смъртта на жена му през 1910 година. Благодарение на тях художникът поет А.Ф. Гнедин открива в града рисувален клас, който по-късно прераства в художествено училище, носещо името на Бронников.
Голяма колекция от свои работи Бронников завещава на Саратовския художествен музей. Там се намира и картината му „Болен пред вратите на католически манастир“ (1874), подарена от самия автор. Между 1886 и 1888 година Бронников дарява на Радишчевския музей в Саратов почти 100 свои картини и над 200 рисунки.
- Исторически картини
- Хораций чете свои сатири на Меценат (1863)
- На прием при римския папа (1868)
- Излизане на арената(1869)
- Мъченик на арената в амфитеатъра (1869)
- Освещаване на херма (1874)
- Посрещане на гръцката царевна София Палеолог (1883)

- Жанрови картини
- Карнавал в Рим (1860)
- Болният художник (1861)
- Пътник (1869)
- Болен пред вратите на католически манастир (1874)
- Монах и просякиня
- Крайпътно светилище

- Портрети
- Портрет на Елена Толстой (1872)
- Портрет на Константин Флавицки (1873)
- Автопортрет (1873)
- Четене на вестник (1880)
- Портрет на италианската балерина Вирджиния Цуки (1889)